# Acebutolol
Acebutolol ist eine organische chemische Verbindung, die zu den Aromaten und Amiden zählt. Die Substanz wird als Arzneistoff der Gruppe der Betablocker eingesetzt.

## Darstellung und Gewinnung
Die Herstellung von Acebutolol erfolgt in fünf Schritten. Die Synthese geht vom 4-Aminophenol aus, dass im ersten Schritt mit Buttersäureanhydrid zum Säureamid 4-Butyramidophenol und im zweiten Schritt mit Acetylchlorid zum O-Acetyl-4-butyramidophenol umgesetzt wird. Nach der Isomerisierung (Fries-Umlagerung) der Phenylacetatstruktur zur 2-Hydroxyacetophenonstruktur bei 140 °C in Gegenwart von Aluminiumchlorid erfolgt eine Veretherung mit Epichlorhydrin. Die Zielverbindung ergibt sich durch die Ringöffnung der Epoxyfunktion mit Isopropylamin. Die Synthesesequenz ergibt das Racemat.

## Klinische Angaben
Acebutolol gehört zu der Gruppe der mittellangwirksamen Betablocker, mit einer Halbwertszeit von 4 bis 12 Stunden und einer Wirkdauer von bis zu 24 Stunden. Die Bioverfügbarkeit von Acebutolol beträgt 60 % und es weist eine geringe Selektivität für β1-Adrenozeptoren gegenüber anderen β-Adrenozeptoren auf. Es wird über die Niere ausgeschieden und sollte daher nicht bei Patienten mit Niereninsuffizienz gegeben werden.

### Intrinsische sympathominetische Aktivität
Die Besonderheit von Acebutolol und einigen anderen Betablockern (Oxprenolol und Pindolol) besteht in der intrinsischen sympathomimetischen Aktivität (ISA).

## Sonstige Informationen

### Stereochemie
Acebutolol hat ein chirales Zentrum, arzneilich verwendet wird das Racemat. Die beiden Enantiomere eines chiralen Arzneistoffes zeigen fast immer eine unterschiedliche Pharmakologie und Pharmakokinetik, was früher aus Unkenntnis stereochemischer Zusammenhänge oft ignoriert wurde. Das aktive Stereoisomer (Eutomer) ist (S)-Form von Acebutolol.
| Enantiomere von Acebutolol | Enantiomere von Acebutolol |
| -------------------------- | -------------------------- |
| CAS-Nr.: 68107-81-3        | CAS-Nr.: 68107-82-4        |

## Handelsnamen
Monopräparate
Prent (D)
Kombinationspräparate
Acebutolol in Kombination mit Mefrusid: Sali-Prent (D), Acebutolol in Kombination mit Nifedipin: Tredalat (D)